# Heřman
Heřman (také Herman nebo Hermann) je mužské křestní jméno germánského původu s významem „válečník, pán vojska“ (heer, mann). Podle českého kalendáře má svátek 7. dubna. Jméno se také vyskytuje ve formě příjmení.
Odvozenou variantou je nejspíš jméno Armin.

## Statistické údaje
Následující tabulka uvádí četnost jména v ČR a pořadí mezi mužskými jmény ve srovnání dvou roků, pro které jsou dostupné údaje MV ČR – lze z ní tedy vysledovat trend v užívání tohoto jména:
| Rok       | Četnost   | Pořadí   |
| 1999      | 372       | 232.     |
| 2002      | 352       | 239.     |
| Porovnání | o 20 méně | o 7 hůře |
| 2006      | 300       | 308.     |

Změna procentního zastoupení tohoto jména mezi žijícími muži v ČR (tj. procentní změna se započítáním celkového úbytku mužů v ČR za sledované tři roky 1999–2002) je −4,7%, což svědčí o poměrně značném poklesu obliby tohoto jména.

## Heřman v jiných jazycích
- slovensky, polsky, srbochorvatsky, nizozemsky, dánsky, norsky, švédsky, anglicky: Herman
- rusky: German
- latinsky: Arminius
- italsky: Ermanno
- španělsky: Armando
- francouzsky: Armand
- nizozemsky: Hermanus

## Domácí podoby
Heřmi, Heřmánek, Many, Manoušek

## Nositelé jména
- Heřman I. Míšeňský (980–1038) – markrabě
- bl. Heřman z Reichenau (1013–1054) – středověký kronikář, učenec, básník a skladatel
- Heřman ze Salmu (Heřman Lucemburský; asi 1035–1088) – německý vzdorokrál
- Heřman I. Bádenský (1040–1074) – markrabě veronský a bádenský
- Heřman, 10. pražský biskup (1099–1122)
- Heřman I. Durynský (1155–1217) – lantkrabě durynský
- Heřman VI. Bádenský (asi 1225–1250) – bádenský a veronský markrabě
- Heřman (probošt) (13. stol.) – královský notář, dvorní kaplan a probošt litoměřický
- Heřman III. Braniborský (1273–1308) – markrabě braniborský
- Heřman III. Švábský – švábský vévoda
- Heřman z Bubna, český šlechtic a cestovatel († 1602)
- Heřman Černín z Chudenic (1576–1651) – český šlechtic
- Heřman Josef Tyl (1914–1993) - český římskokatolický duchovní
- Herman Bang – dánský spisovatel
- Hermann Göring – německý maršál letectva, pruský ministr vnitra a Hitlerův zástupce v nacistické NSDAP
- Hermann Hesse – německý spisovatel
- Heřman Chromý – český a československý diplomat, básník, disident, politický vězeň, po sametové revoluci poslanec FS a ČNR za OF
- Hermann Maier – rakouský sjezdový lyžař
- Herman Wildenvey – norský básník a spisovatel

## Nositelé příjmení
- Augustin Heřman (1621–1686) – český mořeplavec, kartograf a obchodník
- Jan Heřman (1812) (1812–1888) – česko-americký podnikatel a spolkový činovník
- Jan Heřman (1886–1946) – český klavírista
- Jaroslav Heřman (1903-???) - český fotbalista
- Karel Heřman (* 1947), jiné jméno českého básníka a disidenta Heřmana Chromého
- Martin Heřman (* 1987) – český hokejista
- Pavel Heřman (* 1949) – český politik a fotograf
- Tomáš Heřman (* 1969) – český fotbalista
- Věra Heřmanová – česká varhanice
- Zdenka Heřmanová (* 1930) – česká sinoložka a překladatelka
- Amand Hermann (1639–1700) – slezský (český) františkán, filozof a teolog
- Andreas Hermann (???–1878) – moravskoněmecký politik, zemský poslanec
- Antonius Hermann – německý františkán
- Edita Sedláková-Hermannová (1926–1945) – česká příslušnice WAAF RAF židovského původu
- Daniel Herman (* 1963) – český politik a duchovní
- František Herman (* 1942) – český fagotista a pedagog
- Gabriela Hermannová (1889–1942) – Gabrielle (domácky Elli), rozená Kafka (Kafková), sestra spisovatele Franze Kafky
- Ignát Herrmann (1854–1935) – český spisovatel
- Jana Hermanová (* 1946) – česká a československá bezpartijní politička z Kladenska, poslankyně FS za normalizace
- Judith Hermann (* 1970) – německá spisovatelka
- Ottó Herman (1835–1914) – přírodovědec, politik, novinář
- Rainer Hermann (* 1956) – německý novinář, islamolog a národohospodář
- Štefan Herman (1901–???) – slovenský a československý politik, poúnorový poslanec KSČ
- Vladimír Herman – český a československý politik KSČ z Třebíčska, ved. taj. KV KSČ a poslanec FS za normalizace
- Zdeněk Herman (1934–2021) – český fyzikální chemik

## Fiktivní postavy
- Herman (Simpsonovi) – seriálová postava